# 브루탈리즘

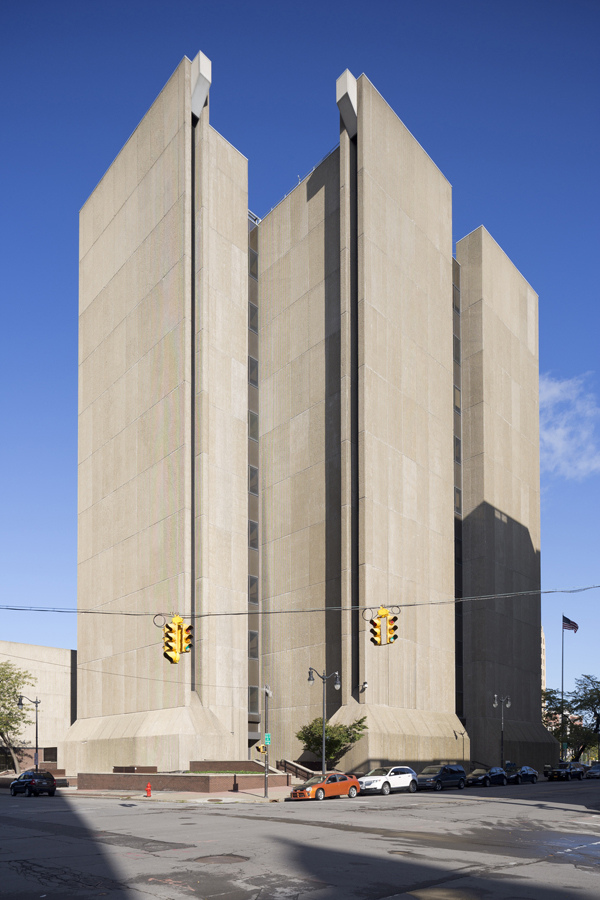
노출 콘크리트를 사용한 대표적인 건물인 뉴욕 버펄로시티 법원 건물의 모습.

브루탈리즘(Brutalism, Brutalist architecture)은 20세기 초의 모더니즘 건축의 뒤를 이어 1950년대에서 1970년대 초반까지 융성했던 건축 양식이다.
이름은 르 코르뷔지에가 사용한 프랑스어 용어인 béton brut(가공되지 않은 콘크리트)에서 유래했으며, 콘크리트가 노출되어 요새와 같아 보이는 건축물이 많다. 공산주의의 영향을 받은 구 소비에트 연방 및 기타 공산권의 건축 양식에 영향을 주었다.